# Golden Jubilee
Le Golden Jubilee ou Jubilé d'or est le plus gros diamant facété du monde. De couleur jaune-brun, il pèse 545,67 carats.

## Histoire
Le diamant provient du gisement de Premier Mine en Afrique du Sud. Il a été découvert en 1985, pesant originellement 755 carats. La pierre n'était pas pure et comportait de nombreuses inclusions. Sa taille, réalisée par le célèbre diamantaire Gabi Tolkowsky (en), ramena son poids à 545,67 carats. 
Acheté en 1995 par le syndicat thaïlandais « Thai Diamond Manufacturers Association », le Golden Jubilee, le Jubilé d'or a été offert en 1997 au roi Rama IX de Thaïlande en guise d'hommage au cinquantième anniversaire de son couronnement pour orner la couronne royale (c'est d'ailleurs de cet événement qu'il tire son nom, il était auparavant connu comme le « brun sans nom »). Mais les difficultés économiques du royaume en 1997 sont alors telles que la pierre n'est présentée au pays que comme une grande topaze dorée.
Il est aujourd'hui exposé à Bangkok, au Royal Museum, dans la salle du trône du temple doré de Pimammek.

## Caractéristiques
La caractéristique la plus remarquable du Golden Jubilee est le poids de la pierre taillée, qui dépasse celui du Cullinan I (545,67 carats contre 530,2 carats). Par contre, le Cullinan brut, avec ses 3 106 carats, reste bien plus gros que le Golden Jubilee brut, qui n'est que la huitième plus grosse pierre jamais trouvée.
Sa taille, réalisée par le célèbre diamantaire Gabi Tolkowsky (en) n'est pas conventionnelle : le diamantaire l'a qualifiée de « coussin en forme de rose de feu », à 148 facettes. La mauvaise qualité de la pierre brute a autorisé son propriétaire à tester des outils de taille très novateurs.
Le diamant est de type Ib (présence de moins de 0,1 % d'azote). Ce type, qui caractérise sa pureté chimique, ne concerne que 1 % des diamants existants.
La couleur fancy yellow-brown, c'est-à-dire « jaune-brun de qualité supérieure », le range parmi les diamants bruns, les moins appréciés lorsque leur teinte est pâle. La dénomination employée signifie que la couleur est composée d'environ 25 à 50 % de jaune (le jaune est dû à l'azote qui absorbe le bleu, le brun vient des déformations postérieures à la formation du diamant) ; s'il avait moins de 25 % de jaune, il aurait été évalué fancy yellowish-brown.